# Прыгуны через Берлинскую стену

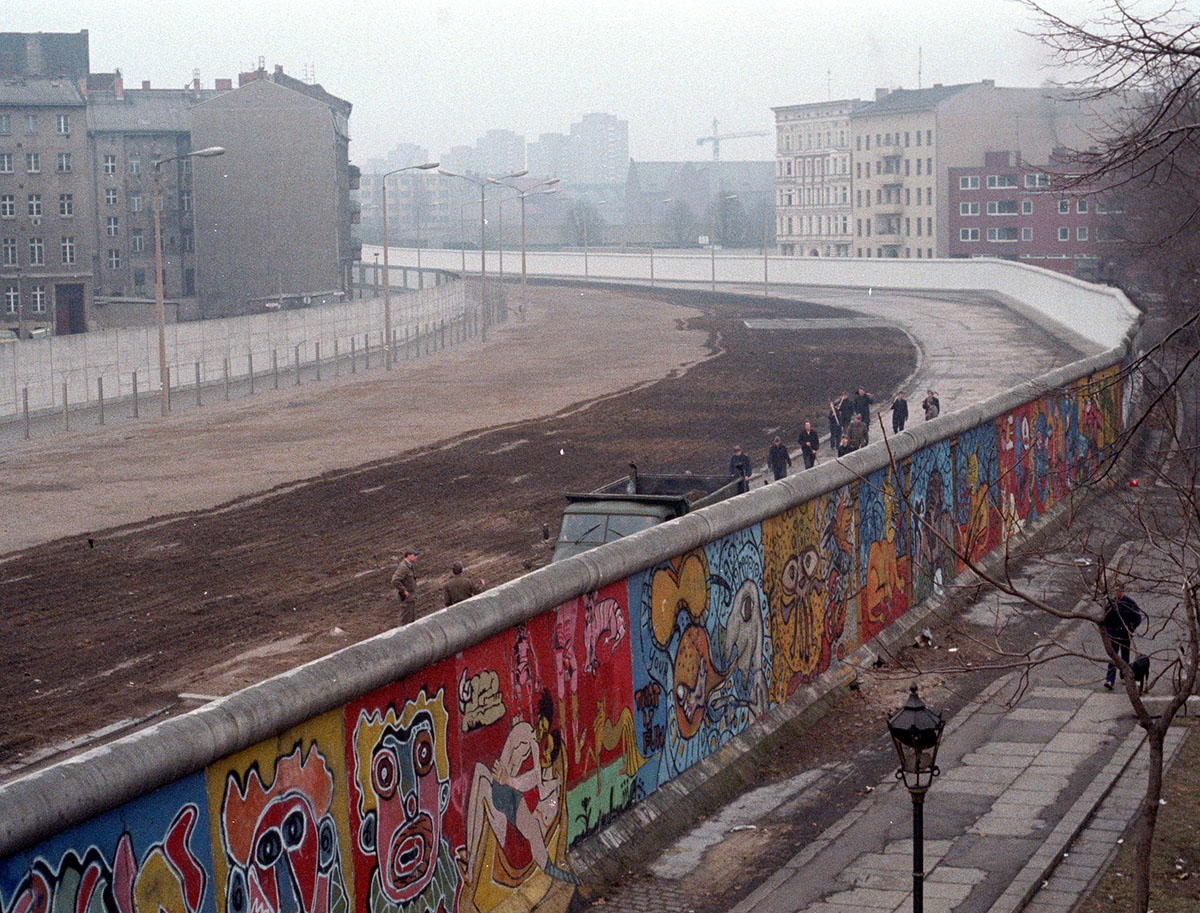
Берлинская стена. 1986

Прыгуны через Берлинскую стену (нем. Mauerspringer) — лица, перелезавшие через Берлинскую стену со стороны Западного Берлина в Восточный. За 28 лет существования Берлинской стены насчитывается по меньшей мере 400 таких случаев, некоторые из которых повлекли ущерб здоровью нарушителей границы, а семь имели смертельный исход. Граждан ГДР, решившихся на несанкционированное пересечение Берлинской стены, обычно называли беглецами.

## История
Преодолеть Берлинскую стену со стороны Западного Берлина было значительно легче, чем со стороны Восточного. Пограничная полоса не охранялась, а пограничные сооружения были обустроены с целью предотвращения перехода границы в обратном направлении, из ГДР в Западный Берлин. Прыгуны через Берлинскую стену могли приставить к ней лестницу, забраться на припаркованный автомобиль или перебраться на стену с установленных вдоль неё наблюдательных платформ. После заключения в 1971 году Четырёхстороннего соглашения по Западному Берлину жители Западного Берлина могли беспрепятственно въезжать в Восточный Берлин, что в принципе лишало смысла нелегальный переход границы со стороны Западного Берлина.
Вернер Кюль и его друг Бернд Лангер (за 5 лет до этого переехавший из ГДР в Западный Берлин) хотели эмигрировать в ГДР. 24 июля 1971 г. они переплыли канал Бритц и, дождавшись темноты, перелезли через пограничные сооружения. Пограничники ГДР приняли их за беглецов из ГДР и открыли огонь. Вернер Кюль был убит, Бернд Лангер - ранен и 30 августа 1971 вернулся в Западный Берлин.
Урожайным на прыгунов через Берлинскую стену стал 1988 год. После заключения соглашения об обмене территориями между ГДР и Западным Берлином Треугольник Ленне, земельный участок в собственности ГДР, находившийся у западной стороны стены, был захвачен левыми активистами. При зачистке территории полицией Западного Берлина 1 июля 1988 года 182 демонстранта перелезли через стену в Восточный Берлин, где в соответствии с предварительной договорённостью с Министерством государственной безопасности ГДР их ожидали три грузовика. На них прыгунов доставили в заводскую столовую и накормили завтраком. Впоследствии граждан Западного Берлина отправили через границу обратно небольшими группами через обычные контрольно-пропускные пункты.
В пограничных войсках ГДР прыгуны через Берлинскую стену рассматривались как нарушители границы между Западным Берлином и ГДР, и на этот счёт действовала специальная инструкция, предусматривавшая немедленное задержание без применения огнестрельного оружия. Задержанные доставлялись в IX главный отдел Министерства государственной безопасности ГДР, где их подвергали допросу. В большинстве случаев допрошенных вскоре выдворяли в Западный Берлин, в особенности, если нарушение границы было совершено в состоянии алкогольного опьянения, из-за неосведомлённости о месте прохождения границы или по другим аналогичным причинам. Преследованию подвергались лица, устраивавшие намеренные провокации на границе.